# Cryptanthus micrus
Cryptanthus micrus är en gräsväxtart som beskrevs av Louzada, Wand. och Versieux. Cryptanthus micrus ingår i släktet Cryptanthus, och familjen Bromeliaceae. Inga underarter finns listade i Catalogue of Life.